# Muzeum Misyjne w Mysłowicach
Muzeum Misyjne im. Kardynała Augusta Hlonda w Mysłowicach – muzeum położone w Mysłowicach-Brzęczkowicach. Placówka działa przy tutejszej Parafii Matki Boskiej Bolesnej.
Placówka powstała w 2004 roku z inicjatywy misjonarza ks. Andrzeja Halemby, a jej otwarcia dokonał bp Stefan Cichy. Mieści się w Oratorium św. Wojciecha, w podziemiach świątyni. Zbiór obejmuje eksponaty pochodzące z trzech kontynentów: Afryki (Zair, Demokratyczna Republika Konga, Tanzania, Kamerun), Oceanii (Papua-Nowa Gwinea) oraz Ameryki Południowej (Peru, Argentyna). W zbiorach znajdują się stroje, ozdoby, maski, instrumenty muzyczne oraz przedmioty codziennego użytku. Ponadto prezentowana jest ekspozycja przyrodnicza, prezentująca faunę i florę Afryki. Całość uzupełniają liczne zdjęcia oraz filmy.
Muzeum jest obiektem całorocznym, czynnym od poniedziałku do piątku w godzinach popołudniowych.